# Ununénio
Ununénio (português europeu) ou ununênio (português brasileiro), também conhecido como Eka-frâncio (devido a suas propriedades presumivelmente semelhantes às do frâncio) ou simplesmente "Elemento 119", é um hipotético elemento químico ainda não descoberto representado pelo símbolo temporário Uue possuindo número atômico 119. Será o primeiro elemento do oitavo período e oitavo do grupo I. Sua síntese já foi tentada em 1985 sem sucesso através do bombardeamento de núcleos de einstênio-254 com íons cálcio-48 no acelerador superHILAC accelerator em Berkley, Califórnia..
Ununénnio e Uue são nome e símbolos temporários, estabelecidos sistematicamente pela IUPAC até que um nome definitivo seja devidamente escolhido. Na tabela periódica dos elementos, espera-se ser um elemento representativo do bloco s, um metal alcalino e o primeiro elemento no oitavo período.
Ununênio é o elemento com o menor número atômico que ainda não foi sintetizado. Múltiplas tentativas foram feitas por equipes americanas, alemãs e russas para sintetizar esse elemento, mas todas foram infrutíferas, já que evidências experimentais mostraram que a síntese do Uue provavelmente será muito mais difícil do que a dos elementos anteriores e pode até mesmo ser o penúltimo elemento que pode ser sintetizado com a tecnologia atual. A sua posição como o sétimo metal alcalino sugere que ele possua propriedades semelhantes aos seus mais leves congêneres: lítio, sódio, potássio, rubídio, césio e frâncio; no entanto, os efeitos quânticos relativísticos podem fazer com que algumas de suas propriedades sejam diferentes daqueles esperadas com uma aplicação rigorosa das propriedades periódicas. Por exemplo se espera que o ununênio seja menos reativo do que o de césio e o frâncio e tenha um comportamento mais estreitamente relacionado ao de potássio ou rubídio, e ao mesmo tempo ele deve mostrar o estado de oxidação característico dos metais alcalinos, +1; mas também está previsto que o elemento  apresentaria um estado de oxidação +3 desconhecido em qualquer outro metal alcalino, uma característica muito incomum.

## Tentativas de Síntese
A síntese de ununênio foi tentada pela primeira vez em 1985 bombardeando um alvo de einstênio-254 com íons de cálcio-48 no acelerador super HILAC em Berkeley, Califórnia:
{\displaystyle \,_{99}^{254}\mathrm {Es} +\,_{20}^{48}\mathrm {Ca} \to \,_{119}^{302}\mathrm {Uue} ^{*}\to {\mbox{nenhum átomo}}}
Não foram identificados quaisquer átomos, o que conduz a uma limitação na secção transversal de 300 NB. Cálculos posteriores sugerem que a secção transversal da reacção 3N (o que resultaria em 299Uue e três nêutrons como produtos) seria realmente seiscentos mil vezes menor do que este limite superior, em 0.5 pb.
Como o ununênio é o elemento mais leve ainda não descoberto, tem sido o alvo de experiências de síntese por equipes alemãs e russas nos últimos anos. Os experimentos russos foram realizadas em 2011, e os resultados foram divulgados, fortemente sugerindo que não foram identificadas átomos de ununénnio. De Abril a Setembro de 2012, uma tentativa de sintetizar o isótopos 295Uue e 296Uue foi feita bombardeando um alvo de berquélio-249 com titânio-50 no Helmholtz Centre GSI de Heavy Ion Research em Darmstadt , Alemanha. Com base na seção transversal prevista teoricamente, espera-se que um átomo de ununénnio seria sintetizado no prazo de cinco meses após o início da experiência.
249
97Bk + 50
22Ti → 299
119Uue* → 296
119Uue + 3 1
0n
249
97Bk + 50
22Ti → 299
119Uue* → 295
119Uue + 4 1
0n
O experimento foi originalmente planejado para continuar em novembro de 2012, mas foi parado cedo para fazer uso do alvo de 249Bk para confirmar a síntese do tenesso (alterando assim os projéteis para 48Ca). Esta reação entre 249Bk e 50Ti foi prevista para ser na prática a reacção mais favorável para a formação de ununénnio, uma vez que é bastante assimétrica, embora também seja uma fusão nuclear um pouco fria.